# Darguins
Els darguins (també anomenats darguans) són una ètnia del Caucas que parla el darguà i són de religió musulmana sunnita xafïta, llevat a Kerush i Minskindji, on són xiites duodecimans. Segons el cens soviètic del 1989 hi havia 353.300 individus, dels qua 280.431 vivien al Daguestan (el 16% de la població), 32.740 al krai de Stàvropol i 12.878 a Calmúquia.
Viuen agrupats a la zona de piemont i de mitja muntanya del Daguestan, als districtes d'Akusha, Dakhadajev i Sergo Kal'a, on són la majoria. Es troben barrejats amb àvars i lakhs als districtes de Lavashi i Tavdakhar, i amb kumiks i kaytaks al districte de Kaytak. També formen illots als districtes de Karabudakhkent (auls de Gubden i Gurbukhi), de Buinarsk (auls de Kadar, Karamakhi i Djankurbi), d'Agul (auls d'Amukh i Chirakh) i de Gunib (aul de Miamugi). El 1944 alguns darguins s'establiren al districte de Shuragat, al Nord del Daguestan.

## Societat
Eren instal·lats originàriament a les planures precaspianes, d'on foren desplaçats en el segle xii pels kumyks vinguts del Nord. Han passat de ser 126.272 el 1926 a 158.000 el 1959 i 365.797 el 1989. Les primeres informacions sobre ells les donaren els àrabs en el Darbant name el s. XI.
La seva islazmització, iniciada en el segle xi, fou acabada en el segle xvi per l'eliminació dels darrers nuclis jueus i cristians. En el segle xv el Zafar nama encara considerava com a tribus infidels als ashkudja (Akusha). Abans de la revolució, la seva organització social es basava en la divisió clànica (tukhum) i la gran família patriarcal (djins). Si en el segle xix el tukhum va perdre el seu rol econòmic, els costums que en derivaren se n'afebliren més lentament. La poligàmia entre ells era rara, i l'endogàmia ha degenerat des del segle XIX; el ritual de matrimoni ha restat tradicional, però si el matrimoni amb els infidels havia estat impossible, el casament amb russos ha estat freqüent des del 1917. El rapte, sovint practicat abans, sobretot per aquells que no podien paga el kalym obligatori (encara persisteix), era rar.
La seva estructura social era semblant a la dels àvars, una jerarquia feudal complexa amb els begs, chanka i uzden (pagesos lliures), i les classes no lliures, com els chagar (pagesos sotmesos a servitud), rayat (serfs) i kul, que funcionava al costat d'un sistema de "societats lliurs" fonamentades en la tukhum (família extensa). La seva adat, recollid per escrit per l'usmi Rustam Khan en el segle xviii en àrab, fou tradüida al darguà el 1868.

## Economia
Practiquen l'agricultura en la plana, l'horticultura al peu de les muntanyes i la ramaderia trashumant de xais a les muntanyes. L'artesanat de Kubacha és conegut per llur joieria i orfebreria, i el de Sulevkent, per la terrisseria. La indústria és poc desenvolupada: envasat de conserves a Akusha, Lavaswhi i Tzukhadar.

## Història
Les primeres notícies dels dargins són del segle x, donades pels historiadors àrabs. Llavors s'havia format el principat de Kaytak els sobirans del qual portaven el títol d' usmi, i que tenia per centre a Kala Kuraysh (prop de la moderna Kubači); alguns clans dargins depenien del Xamkhalat dels Kazi Kumuk; al segle xiv els clans dargins, aliats als àvars, van debilitar al xamkhalat i els territoris dargins es van repartir entre l'usmi de Kaytak i els clans lliures o djamaat agrupats en unions o federacions de clans inicialment en nombre de quatre: Akusha, Usala-Tabun, Makhala-Tabun i Khurkili-Tabun (més tard es van ajuntar sis més, al segle XIX: Keba-Dargwa, Kutukula, Sergala-Tabun, Usmi-Daegwa, Vakun-Dargwa i Čirak) i l'administració corresponia al cadi d'Akusha. Al segle xv encara hi havia dargins que no eren musulmans però al segle xvi la islamització es va completar. Kaytak va arribar al cim als segles xvi i xvii i les unions dargins van subsistir fins a la conquesta russa al segle xix. Fins a la revolució els dargins estaven associats a clans (tukhum) i grans famílies patriarcals (djins).
Akusha fou conquerida pels russos el 1819; el 1844 es va conquerir país dargin per segon cop. Els dargins van quedar amenaçats d'absorció pels àvars i kumiks i estaven en perill el 1917. Sota els soviètics els grups kaytak i el kubači es van unir en una sola nacionalitat per preservar-la. Modernament són una de les ètnies dirigents de la República del Daguestan.